# Грозден
Грозден е село в Югоизточна България. То се намира в община Сунгурларе, област Бургас.

## География
Селото се намира на 5 км от общинския център Сунгурларе, на 32 км от Карнобат и на 85 км от областния център Бургас.

## Население

### Етнически състав
Преброяване на населението през 2011 г.
Численост и дял на етническите групи според преброяването на населението през 2011 г.:
|                     | Численост |
| Общо                | 732       |
| Българи             | 373       |
| Турци               | 314       |
| Цигани              | 6         |
| Други               | -         |
| Не се самоопределят | -         |
| Неотговорили        | 7         |

## Редовни събития
провеждане на курбани за здраве и берекет на Петровден

## Личности

### Родени в селото
- Димитър Косев (1904 – 1996) – академик на БАН, бивш ректор на Софийския университет
- Мария Желева (1942 – 2013) – първата първа дама на България (1990-1997)

### Свързани със селото
- Желю Желев (1935-2015) – първият президент на България (1990-1997), живял в селото 6 години (1966 – 1972)